# Корнелиу-Прокопиу (микрорегион)

Корнелиу-Прокопиу на карте.

Корнелиу-Прокопиу (порт. Microrregião de Cornélio Procópio) — микрорегион в Бразилии. входит в штат Парана. Составная часть мезорегиона Север Пиунейру-Паранаэнси. 
Население составляет 	176 281	 человек (на 2010 год). Площадь — 	4536,571	 км². Плотность населения — 	38,86	 чел./км².

## Демография
Согласно сведениям, собранным в ходе переписи 2010 г. Национальным институтом географии и статистики (IBGE), население микрорегиона составляет:						
| Полное население                             | Полное население                             | Полное население                             | Полное население                             | 176 281 |
| -------------------------------------------- | -------------------------------------------- | -------------------------------------------- | -------------------------------------------- | ------- |
| в том числе:                                 | Городское население                          | 148 434                                      | Процент городского населения, %              | 84,20   |
|                                              | Сельское население                           | 27 847                                       | Процент сельского населения, %               | 15,80   |
|                                              | Мужское население                            | 86 593                                       | Процент мужского населения, %                | 49,12   |
|                                              | Женское население                            | 89 688                                       | Процент женского населения, %                | 50,88   |
| Плотность населения, чел/км²                 | Плотность населения, чел/км²                 | Плотность населения, чел/км²                 | Плотность населения, чел/км²                 | 38,86   |
| Население микрорегиона в % к населению штата | Население микрорегиона в % к населению штата | Население микрорегиона в % к населению штата | Население микрорегиона в % к населению штата | 1,69    |

## Статистика
- Валовой внутренний продукт на 2003 год составляет 1 423 482 894,00 реалов (данные: Бразильский институт географии и статистики).
- Валовой внутренний продукт на душу населения на 2003 год составляет 7842,21 реалов (данные: Бразильский институт географии и статистики).
- Индекс развития человеческого потенциала на 2000 год составляет 0,752 (данные: Программа развития ООН).

## Состав микрорегиона
В составе микрорегиона включены следующие муниципалитеты:
1. Абатия
2. Андира
3. Бандейрантис
4. Конгоньиньяс
5. Корнелиу-Прокопиу
6. Итамбарака
7. Леополис
8. Нова-Америка-да-Колина
9. Нова-Фатима
10. Рибейран-ду-Пиньял
11. Санта-Амелия
12. Санта-Мариана
13. Санту-Антониу-ду-Параизу
14. Сертанежа